# Бассам Самір Тальгуні
Бассам Тальгуні (араб. بسام التلهوني; нар. 14 лютого 1964, Амман) — йорданський юрист, політик і академік, який обіймав посаду міністра промисловості та міністра юстиції.  З 10 листопада 2018 року знову обіймає посаду Міністра юстиції.

## Освіта
Отримав ступінь бакалавра та ступінь магістра права у Йорданському університеті. У 1997 році отримав ступінь доктора філософії з права в Единбурзькому університеті. 
З 1997 по 2004 роки — професор комерційного права юридичного факультету в Йорданському університеті. З 2001 по 2007 роки — член правління юридичного фвкультету, а у 2002—2003 роках — член правління Йорданського університету. Також з 2001 по 2004 роки за сумісництвом був професором кафедри ЮНЕСКО.
Засновник та президент Йорданського товариства захисту прав інтелектуальної власності.